# اعظم خان
حکیم محمد اعظم خان رامپوری (فوت: ۱۳۲۰ق/۱۹۰۲م) فرزند اعظم خان، ملقب به «ناظم جهان» و متخلص به «اعظم»، پزشک، شاعر و نویسنده فارسی زبان هندی بود. اصل اعظم خان از قبیله اکوزئی افغانها بود. ولی وی در اثر مهاجرت نیای خود از سوات به رامپور، در نیمه اول سده ۱۳ در هند متولد شد.

## تحصیلات
او از همان ابتدا در محضر اساتیدی چون مفتی «شرف الدین رامپوری» (وفات ۱۲۶۸ ق) و «مولوی عبدالرحیم خان بن حاجی محمد سعید» (وفات ۱۲۳۴ ق) به آموختن علم طب پرداخت و در سال ۱۲۵۱ قمری به بهوبال سفر کرد و با عنوان طبیب مخصوص نواب نظیر الدوله جهانگیر محمد خان مشغول به کار شد.

## تالیفات
اعظم خان بعنوان طبیبی توانا و صاحب قلم تالیفات جامع و زیادی در طب دارد. او در شعر و ادبیات نیز دستی داشت و «اعظم» تخلص می‌کرد.
تالیفات طبی
- اکسیر اعظم
- رموز اعظم
- قرابادین اعظم
- قرطاس اعظم
- رکن اعظم
- محیط اعظم
- نیر اعظم

## وفات
وی پس از درگذشت نواب جهانگیر، از بهوپال به «مالوه» رفت و در آنجا با «مهاراجه تکوجی راؤیگر» آشنا شد و به لقب «مسیح مالوه» شهرت پیدا کرد و در همان‌جا به سال ۱۳۲۰ ق مطابق با ۱۹۰۲ م درگذشت.